# كيتوتيفين
كيتوتيفين  (بالإنجليزية: Ketotifen) هو دواء مضاد للهيستامين ومثبت للخلايا البدينة يستخدم لعلاج الحالات التحسسية مثل التهاب الملتحمة والربو والشرى. يتوفر الكيتوتيفين على شكل عيني مثل قطرات أو عدسات لاصقة مطلية بالدواء أو بشكل فموي (أقراص أو شراب): الشكل العيني يخفف من حكة العين والتهيج المرتبط بالحساسية الموسمية، بينما يساعد الشكل الفموي في منع الحالات الجهازية مثل نوبات الربو وردود الفعل التحسسية. بالإضافة إلى علاج الحساسية، أظهر كيتوتيفين فعالية في علاج أمراض الخلايا البدينة الجهازية مثل كثرة الخلايا البدينة ومتلازمة تنشيط الخلايا البدينة (MCAS)، والتي تنطوي على تراكم غير طبيعي أو تنشيط للخلايا البدينة في جميع أنحاء الجسم. يستخدم كيتوتيفين أيضًا لعلاج حالات أخرى من النوع التحسسي مثل التهاب الجلد التأتبي (الأكزيما) وحساسية الطعام.
يعمل كيتوتيفين عن طريق حجب مستقبلات الهيستامين H1، والتي توجد على خلايا مختلفة في الجسم، مثل العضلات الملساء، والبطانة، والخلايا العصبية، بحيث يمنع كيتوتيفين ارتباط الهيستامين بهذه المستقبلات وبالتالي يقلل من أعراض التفاعلات التي يسببها الهيستامين، مثل الحكة، والعطاس، والصفير، والتورم. يمنع كيتوتيفين أيضًا إطلاق الهيستامين والمواد الالتهابية الأخرى من الخلايا المناعية المسماة الخلايا البدينة؛ يساعد هذا الإجراء في تقليل أعراض الحالات (بما في ذلك الحالات التحسسية) عن طريق منع تنشيط هذه الخلايا. بالإضافة إلى نشاطه المضاد للهيستامين، يعمل كيتوتيفين أيضًا كمضاد لليوكوتريين، والذي يمنع المواد الكيميائية المسببة للالتهابات المعروفة باسم الليوكوتريين؛ كما يعمل كمثبط للفوسفوديستيراز الذي ينظم توسع الأوعية الدموية.
على الرغم من أن كيتوتيفين جيد التحمل، إلا أنه قد يسبب آثارًا جانبية، بما في ذلك النعاس وزيادة الوزن وجفاف الفم والتهيج وزيادة نزيف الأنف عند تناوله عن طريق الفم والشعور المؤقت بالحرقان أو الوخز في العينين عند استخدامه في شكله العيني. يحتوي كيتوتيفين على موانع للأفراد الذين يعانون من حالات طبية معينة، مثل البورفيريا الحادة أو الصرع. تشمل الخلافات المحيطة بالكيتوتيفين تصنيفه كمضاد للهيستامين من الجيل الأول أو الثاني بسبب معايير التصنيف المختلفة.

## الاستخدامات الطبية
يباع كيتوتيفين، وهو دواء مضاد للهيستامين ومثبت للخلايا البدينة، عادة على هيئة ملح مع حمض الفوماريك، فومارات كيتوتيفين، ويتوفر في شكلين:
1. في شكله العيني (قطرات العين أو العدسات اللاصقة المطلية بالدواء)، يستخدم لعلاج التهاب الملتحمة التحسسي؛[2][3]
2. في شكله الفموي (أقراص أو شراب)، يستخدم لمنع نوبات الربو أو الحساسية المفرطة، بالإضافة إلى اضطرابات الخلايا البدينة والحساسية المختلفة.[4][5]

يخفف محلول كيتوتيفين العيني (قطرات العين) ويمنع حكة العين و/أو تهيجها المرتبط بمعظم الحساسية الموسمية. يبدأ عمله في غضون دقائق بعد إعطاء القطرات. لم تتم دراسة كيتوتيفين على شكل قطرات للعين عند الأطفال دون سن الثالثة، في حين لم تتم دراسة العدسات اللاصقة المطلية بالعقاقير عند الأطفال دون سن الحادية عشرة.
تستخدم العدسات اللاصقة المطلية بالعقار، والتي تطلق دواء كيتوتيفين، للمساعدة في منع حكة العين الناتجة عن الحساسية. يمكن للعدسات أيضًا تصحيح مشاكل الرؤية مثل قصر النظر وطوله. هذه العدسات مخصصة للأشخاص الذين ليس لديهم عيون حمراء، ويمكنهم ارتداء العدسات اللاصقة بشكل مريح، ولديهم أقل من درجة واحدة من اللابؤرية.
يستخدم كيتوتيفين عن طريق الفم لعلاج الربو والتهاب الأنف التحسسي والتهاب الملتحمة التحسسي والتهاب الجلد التأتبي والشرى المزمن (الشرى) والشرى الناجم عن البرد والشرى الكوليني والشرى الناجم عن التمارين الرياضية وأمراض الخلايا البدينة الجهازية مثل كثرة الخلايا البدينة ومتلازمة تنشيط الخلايا البدينة (MCAS)، بالإضافة إلى الحساسية المفرطة التحسسية وغير التحسسية. أظهر كيتوتيفين أيضًا فعالية في علاج الوذمة الوعائية وحساسية الطعام. بصفته مثبتًا للخلايا البدينة لعلاج MCAS، يمنع كيتوتيفين عن طريق الفم إطلاق الهيستامين والمواد الالتهابية الأخرى من الخلايا البدينة، وهي خلايا مناعية تتفاعل مع المواد المسببة للحساسية، وبالتالي، يساعد كيتوتيفين، عن طريق حجب قناة الكالسيوم الضرورية لتنشيط الخلايا البدينة، في تقليل أعراض الحالات التحسسية مثل الربو وحمى القش والتهاب الملتحمة الناجم عن تنشيط الخلايا البدينة. في كندا وأوروبا والمكسيك، يوصف كيتوتيفين عن طريق الفم عادة لهذه المؤشرات. في المرضى الذين يعانون من MCAS، يقلل كيتوتيفين من نوبات الاحمرار والأعراض المعدية المعوية (مثل آلام البطن والإسهال) وأعراض الجهاز التنفسي (مثل الصفير) والمظاهر الجهازية الأخرى. ومع ذلك، تتضمن خطط علاج MCAS عادة مجموعة من الأدوية التي تستهدف جوانب مختلفة من تنشيط الخلايا البدينة جنبًا إلى جنب مع تعديلات نمط الحياة لتقليل المحفزات.
يتحقق أقصى تأثير مضاد للهيستامين ومثبت للخلايا البدينة للكيتوتيفين عن طريق الفم عند الإعطاء طويل الأمد، ولا تقل المدة اللازمة لبدء التأثير العلاجي الأقصى عن 6-12 أسبوعًا. يقل التأثير الجانبي المهدئ بمرور الوقت أثناء هذا الإعطاء طويل الأمد، لكن خصائص مضادات الهيستامين ومثبتات الخلايا البدينة تستمر حتى عند إعطائها لمدة 12 شهرًا أو أكثر.
يتوفر الكيتوتيفين عن طريق الفم في الصيدليات المركبة في الولايات المتحدة مع متطلبات وصفة طبية، ومع ذلك، فإن استخدام الكيتوتيفين عن طريق الفم معتمد فقط من قبل إدارة الغذاء والدواء (FDA) للبالغين والأطفال الأكبر سنًا المصابين بالربو أو الحالات التحسسية. ومع ذلك، تمت الموافقة على قطرات العين الكيتوتيفين في الولايات المتحدة للأشخاص الذين تبلغ أعمارهم ثلاث سنوات على الأقل. في الاتحاد الأوروبي، تمت الموافقة على تركيبات الكيتوتيفين الفموية (شراب وأقراص وكبسولات) من قبل وكالة الأدوية الأوروبية للاستخدام من قبل البالغين. في المملكة المتحدة، يتوفر كيتوتيفين على شكل أقراص وإكسير (سائل).
يمكن استخدام كيتوتيفين عن طريق الفم كدواء تحكم طويل الأمد في الربو والصفير عند الأطفال، وقد ثبت أنه يحسن السيطرة على الربو عن طريق تقليل الحاجة إلى موسعات الشعب الهوائية، وتقليل الأعراض، ومنع التفاقم، وتقليل استخدام الستيرويدات الفموية الإنقاذية، كما وجد أن كيتوتيفين فعال عند استخدامه بمفرده أو بالاشتراك مع أدوية أخرى. كيتوتيفين عن طريق الفم هو بديل للعلاج بالاستنشاق للربو عند الأطفال، وخاصة للأطفال الأصغر سنًا الذين قد يواجهون صعوبة في استخدام أجهزة الاستنشاق.
يبلغ متوسط عمر النصف للإزالة لكيتوتيفين عن طريق الفم 12 ساعة. بالإضافة إلى نشاطه المضاد للهيستامين، فهو أيضًا مضاد وظيفي لليوكوترين (دواء يمنع عمل الليوكوترينات، وهي مواد كيميائية تسبب الالتهاب وتضيق مجرى الهواء في بعض الحالات التحسسية والجهاز التنفسي) ومثبط للفوسفوديستيراز (دواء يمنع الإنزيمات التي تنظم مستويات cAMP وcGMP، وهي جزيئات تتحكم في توسع الأوعية الدموية واسترخاء العضلات الملساء في الجسم).

## الحرائك الدوائية
- يبدأ تأثيره خلال دقائق من تقطيره في العين، ويدوم لـ8-12 ساعة.
- يمتص بشكل طفيف جهازياً.

## مضادات الاستطباب
فرط الحساسية له أو لأحد مكوناته

## الجرعة
- يحضر كقطرة عينية بتركيز 0.025%
- يعطى للأطفال (أكبر من 3 سنوات) والبالغين: قطرة واحدة في العين المصابة مرتين يومياً.

## الحمل
ينتمي لأدوية المجموعة C

## الآثار الجانبية
تحدث بنسبة 1-10%:
- عينية: ارتكاسات أرجية - حس لسع أو حرق - التهاب ملتحمة - ألم عيني - جفاف عيني - التهاب القرنية - اضطراب الدماع - توسع حدقي - رهاب الضوء.
- تنفسية: التهاب البلعوم.